# کیران هایندز
کیران هایندز (به انگلیسی: Ciarán Hinds) (زاده ۹ فوریه ۱۹۵۳) بازیگر ایرلندی است. او در نود و چهارمین دوره جوایز اسکار برای بازی در فیلم بلفاست نامزد دریافت جایزه اسکار بهترین بازیگر نقش مکمل مرد شد.
از فیلم‌های معروف او می‌توان به فیلم گوست رایدر: روح انتقام، تشریفات مذهبی، مارگو در مراسم عروسی، در بروژ، وزن آب، داستان تولد ، خانم پتیگرو، بازی تاج و تخت و بلفاست ،همچنین در  خون به پا خواهد شد، فرزند مادری، دختران تقویم، برای این خون بریز، آخرین روزها در بیابان، الیزابت هاروست، نقشه خانوادگی، در سرزمین مقدسین و گناهکاران، زندگی در زمان جنگ، حلقه دوستان و بلوار نجات اشاره کرد.